# 绿麦隆
绿麦隆（英語：Chlorotoluron，化学名：3(3-氯对甲苯基)-1,1-二甲基脲，缩写CTU）是一种苯脲类除草剂，用以控制麦田中的阔叶和一年生杂草。